# Demonax blairi
Demonax blairi là một loài bọ cánh cứng trong họ Cerambycidae.